# South Central
South Central è una serie televisiva statunitense creata da Ralph Farquhar e Michael J. Weithorn e trasmessa in America dal network televisivo Fox nel 1994.